# 北村甫
北村 甫（きたむら はじめ、1923年7月18日 - 2003年12月16日）は、日本のチベット学者。戦後のチベット学を牽引した。東京外国語大学アジア・アフリカ言語文化研究所長。名誉教授。東洋文庫理事長。日本チベット学会会長。麗澤大学学長。

## 略歴
静岡県立静岡中学校を経て、1942年9月、静岡高等学校 (旧制)文科丙類卒業。同年10月、東京帝国大学文学部言語学科に入学。しかし時局の悪化にともない1943年12月、学徒動員により名古屋・中部第13部隊に入営。1945年9月、復員。
同年10月、東京帝国大学文学部言語学科に復学。1948年3月、東京大学文学部言語学科卒業（卒業論文は「五體清文鑑における滿州字の表す西藏語の音韻について」）。1948年4月、東京大学文学部大学院（言語学専攻）入学。1949年3月、同、中退。
1948年3月、連合軍総司令部民間情報教育局（CIE）専門技術官。1949年2月まで同職で勤務した。1948年4月、二松學舍高等学校教諭（英語担当）兼専門学校予科教授（言語学、フランス語担当）に採用され、1949年2月まで勤務した。1949年2月、国立国語研究所所員に採用。1955年、東京大学文学部助手となり、言語学研究室でアイヌ語調査等に従事し、1958年まで勤務した。1958年7月、東洋文庫研究員となり、蔵和辞典編集委員会研究事業を担当。
1964年9月、東京外国語大学アジア・アフリカ言語文化研究所助教授。1967年4月、同、教授。1974年4月、東京外国語大学アジア・アフリカ言語文化研究所長。東京外国語大学評議員。1978年9月、国立民族学博物館評議員。1986年3月、東京外国語大学アジア・アフリカ言語文化研究所定年退官。
1990年4月より2001年6月まで東洋文庫 理事長をつとめ、退任後は東洋文庫 名誉顧問に就任した。

## 研究内容・業績
- 専門の言語学だけでなく、総合的なチベット学を志向し、且つ、様々な学問の機会を共同利用する仕組みをオープンにした点で、日本での新しい研究のあり方の先駆者と言って過言ではない。インフォーマントを単なる情報提供者として扱わず、いわば文化の総体として接した。
- 1948年、東大文学部言語学科卒業論文（『五鱧清文鑑における滿洲字の表す西藏語の音韻について』）は、この時代、チベットへ現地調査に行くことは考えられなかったため、音韻体系が比較的明確に知られていた満州語を梃子にチベット語の音韻を再構しようとする試みであった。
- 1955年に発表された研究社の『世界言語概説』下巻「チベット語」(渡辺照宏と共著:北村の担当は音韻・文字)は初期の本格的なチベット語記述。この記述はYR. Chao:Love Songs of the SiXthDalaiLama Tshan8s−dbymigs−rgya−mtsho に示された音声表記をもとに現代チベット語の音韻とその文字との対応を分析したものだった。東洋文庫での仕事は蔵和辞典編纂で、辞典の項目を定めるための基本的文献の洗い出し、異本の調査、基礎的語彙項目の選定などで、藏和辞典編集委員会 (委員長:渡辺照宏)のもとに行われた。
- 言語研修テキストを除くと、著書の類は必ずしも多くない。しかし、書かれたものは実に慎重に作られ、例えば、『AA研文法便覧Tibetan(Lhasa dialect)』 (1977年)はカリフォルニア大学バークレイ校でもfiel dmethod 演習で記述の範としてとりあげられた。[6]

### チベット動乱を契機とするチベット学拠点の形成
1959年、チベット動乱が勃発、約10万人のチベット人がインド・ネパールなどへ逃れたのを機にチベット人との協同のもと、いかにしてチベット学を振興させるかが国際的な問題となった。各国にチベット学研究の拠点を作り、そこにチベット人を招聘して共同研究を行うという計画がもちあがり、日本では東洋文庫がその拠点となり、北村と当時東洋文庫にいた初期入蔵者のひとりである多田等観の2人が招聘すべきチベット人を選考するため、1961年インドへ派遣された。
この結果、サキャ派活仏ソナム・ギャムツォ、ニンマ派学僧ケッン・サンボ、ツァロン家のツェリン・ドルマの3名が日本へ招かれ、日本人とチベット人との共同研究が始まった。二人の学僧は、文献の読解や解釈の上で日本の仏教研究に大きく貢献、ツェリン・ドルマ女史は英語が堪能だったこともあり、北村の記述言語学研究を支えた。この後のラサ方言記述研究は主として同女史の発話をもとにしている。
これらの動きを受け、東洋文庫の 蔵和辞典編集委員会は「チベット研究室」となり、言語・歴史・宗教を含む総合的なチベット研究へと展開するが、北村がその中心的役割を果たした。1964年、東京外国語大学アジアアフリカ言語文化研究所(AA研)へ移ったが、東洋文庫とAA研における研究活動は車の両輪のようにかみ合っていた。東洋文庫チベット研究室の活動は文部省科学研究費補助金の裏付けを得て「チベット特別研究」となり、ケツン・サンポとツェリン・ドルマがインドへ戻ってからも、毎年チベット人学者が招聘され共同研究が継続した。北村が特に注力したのはAA研および東洋文庫で開かれたチベット語の言語研修・講習会で、多くの学徒に直にチベット語に接する機会を与えた功績は大きい。

## 人物
- 旧制高校で文科丙類だったこともあり、フランス文学にも傾倒した[6]。

## 著書
- 北村甫, 長野泰彦『現代チベット語分類辞典』汲古書院、1990年。 NCID BN04818542。全国書誌番号:90040383。
  - 武内紹人「【書評】北村甫・長野泰彦著『現代チベット語分類辞典』」『言語研究』第1993巻第104号、日本言語学会、1993年、157-167頁、doi:10.11435/gengo1939.1993.104_157。